# Arrítmia

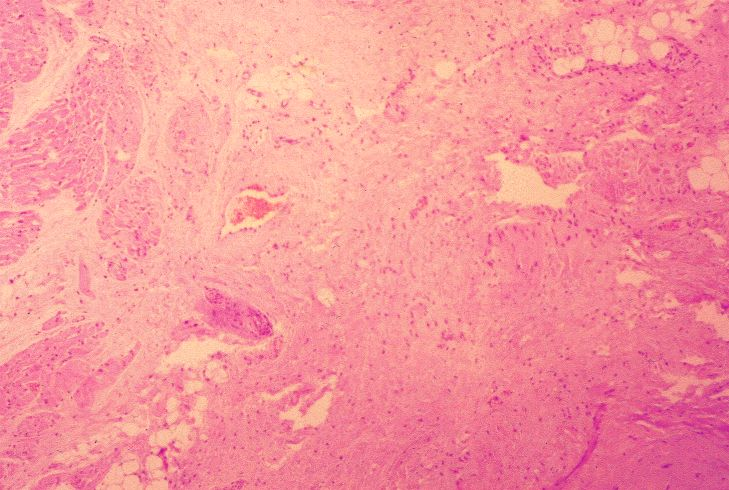
Zona de fibrosi a la regió del nòdul auriculoventricular en un cas de mort sobtada per arrítmia. Microscopi òptic. 100X. Tinció d'HE.

Una arrítmia (antigament arítmia o molt menys utilitzat disrítmia cardíaca) és una pertorbació del ritme de les contraccions cardíaques. La majoria d'arrítmies són degudes a cardiopaties o a l'acció de tòxics o de fàrmacs.
Això es pot traduir en alteracions de la freqüència: el batec del cor pot ser massa ràpid o massa lent, ritme irregular o alteracions de la conducció dels impulsos intracardíacs: que no produeixen cap variació de regularitat ni de freqüència.
Algunes arrítmies són emergències mèdiques en ser potencialment mortals, ja que poden acabar en una aturada cardíaca i mort sobtada. Altres causen símptomes com ara una presa de consciència anormal del cor (palpitacions), molèsties, dolor a la zona toràcica i marejos. Altres que no es manifesten amb cap símptoma, poden predisposar a una embòlia, i aquesta pot provocar, per exemple, un accident vascular cerebral.
Algunes arrítmies són molt lleus i es poden considerar com a variants de la normalitat. De fet, la majoria de la gent a vegades se sent que al cor li falla un batec, o que es nota un batec més fort del compte, cap d'aquests fets sol ser un motiu d'alarma.

## Classificació

### Arrítmies ràpides o actives

#### Supraventriculars
- Taquicàrdia sinusal
- Extrasístole auricular
- Fibril·lació auricular
- Aleteig auricular
- Taquicàrdia supraventricular
- Síndrome de Wolff-Parkinson-White

#### Ventriculars
- Extrasístole ventricular
- Taquicàrdia ventricular
- Fibril·lació ventricular

### Arrítmies lentes
- Bradicàrdia sinusal
- Síndrome taquicàrdia-bradicàrdia o malaltia del node sinusal
- Blocatge de branca dreta/esquerra
- Blocatge aurículoventricular